# BlueGriffon
BlueGriffon is een wysiwyg-HTML-editor, ontwikkeld vanuit het – niet langer ondersteunde – Nvu, dat op zijn beurt gebaseerd was op de Composer-module uit de Mozilla Application Suite. Deze laatste suite leeft intussen grotendeels voort in het SeaMonkey-project. 
Als layout-engine wordt Gecko gebruikt, net als in Mozilla Firefox en Thunderbird. Bluegriffon maakt webpagina’s in overeenstemming met de geldende webstandaarden, en draait op zowel Microsoft Windows, macOS als Linux.
De kern van het programma is open source en kan gratis gedownload worden. Voor extra's - zoals een EPUB- en CSS-editor, de toolkit en de handleiding - is een betalende licentie vereist. 